# Batukaang
Batukaang is een bestuurslaag in het regentschap Bangli van de provincie Bali, Indonesië. Batukaang telt 581 inwoners (volkstelling 2010).